# كيفن لونش (لاعب هوكي الجليد)
كيفن لونش (بالإنجليزية: Kevin Lynch)‏ هو لاعب هوكي الجليد أمريكي، ولد في 23 أبريل 1991 في غروس بوينت في الولايات المتحدة.

## وصلات خارجية
- كيفن لونش على موقع دوري الهوكي الوطني (الإنجليزية)
- كيفن لونش على موقع EliteProspects.com (الإنجليزية)
- كيفن لونش على موقع HockeyDB.com (الإنجليزية)